# María Florencia Freijo
María Florencia Freijo (Mar del Plata, Argentina, 1987) es una escritora, politóloga y asesora público privada, especializada en perspectiva de género en el sistema de justicia. Llegó a la arena pública por Mal Educadas (2022) best seller en varios países de Latinoamérica.
Es autora de Solas, aún acompañadas (2019),  MalEducadas por editorial Planeta (2021) y de Decididas (2022) también por Editorial Planeta publicados en Hispanoamérica (Decididas, Planeta 2022; Mal Educadas, Planeta, 2021; Solas (aún acompañadas), El Ateneo, 2019.
Ha participado como oradora y columnista en algunos medios gráficos y digitales como la CNN, Clarín, La Nación, Infobae, Revista OH La la, Bae Negocios, Revista Noticias, Anfibia y Sudestada, entre otros. Trabajó en la Argentina, Paraguay y Ecuador en temas referidos al desarrollo humanitario y el acceso a derechos Humanos.[cita requerida]
Se destaca como divulgadora logrando generar conversaciones públicas en temas relacionados con las desigualdades y brechas de género.
Participó activamente en la Campaña Nacional por el Derecho al Aborto Legal, Seguro y Gratuito, especialmente de manera pública a partir de 2018 cuando se instaló el debate en la agenda pública argentina, lo que le valió el reconocimiento de Amnistía Internacional como una de las mujeres influyentes que generó incidencia. A inicios de 2022 activó redes feministas en sus redes sociales y logró crear una Red de Abogadas y Psicólogas para acompañar a mujeres en situación de vulnerabilidad.
Durante el año 2022 fue destacada como figura del año por la Revista Gente.